# صحراء باتاغونيا
صحراء بَتَغُونية أو بَتاغُونية أو باتاغونيا هي خامس أكبر صحاري العالم حيث تبلغ مساحتها حوالي 670 ألف كيلومتر مربع، وتحتل أغلب مساحة منطقة بَتَغُونية ويقع معظمها في بلاد الأرجنتين وجزء منها في تشيلي، يحدها من الغرب جبال الإنديز ومن الغرب المحيط الهادي، ترتفع درجة الحرارة صيفا في هذه الصحراء حتى تلامس الأربعين درجة مئوية لكنها تعود وتنخفض شتاء وتتراوح بين 12 و 3 درجات مئوية الأمر الذي يسبب الصقيع بدلا عن الثلج بسبب جفاف الهواء.